# Nicteu
Segons la mitologia grega, Nicteu (en grec antic: Νυκτεύς}) va ser un rei de Tebes, fill d'Hirieu i de Clònia, i germà de Licos. És descendent de Posidó i de les Plèiades.
Es casà amb Polixo i tingué una filla anomenada Antíope. La noia, després que fou seduïda per Zeus, fugí de casa i es refugià a la cort d'Epopeu, a Sició. Nicteu, en saber-ho, es va suïcidar, i va confiar a Licos la missió de venjar-lo. Una altra tradició referida per Pausànias diu que va anar a reclamar-la, i organitzà una expedició contra Sició, però morí al camp de batalla lluitant contra Epopeu, que havia raptat Antíope. Epopeu també va quedar ferit en aquell combat, i no va trigar gaire a morir.
Una altra tradició explica que Licos i Nicteu són els fills de Ctoni, un dels homes nascuts de les dents del drac mort per Cadme. Van haver de fugir d'Eubea, que era una ciutat de Beòcia, perquè havien mort Flègias. Es van instal·lar a Tebes i allà van fer-se amics del rei Penteu, i fins i tot van exercir la regència durant un temps.